# Associação Desportiva, Cultural e Recreativa Spartak d'Aguadinha
A Associação Desportiva, Cultural e Recreativa Spartak d'Aguadinha é um clube multidesportivo da Ilha do Fogo, em Cabo Verde. O clube possui departamentos que incluem futebol, basquete, vôlei e andebol.

## História
O Spartak d'Aguadinha foi fundado em janeiro de 2002. Em 2005, o clube registra-se na Associação Regional de Futebol do Fogo e joga os seus primeiros jogos oficiais. 
O clube venceu o seu único título de taça em 2007 e o campeonato regional em 2015.
O clube comemorou seu 10º aniversario em 2012.

## Estádio

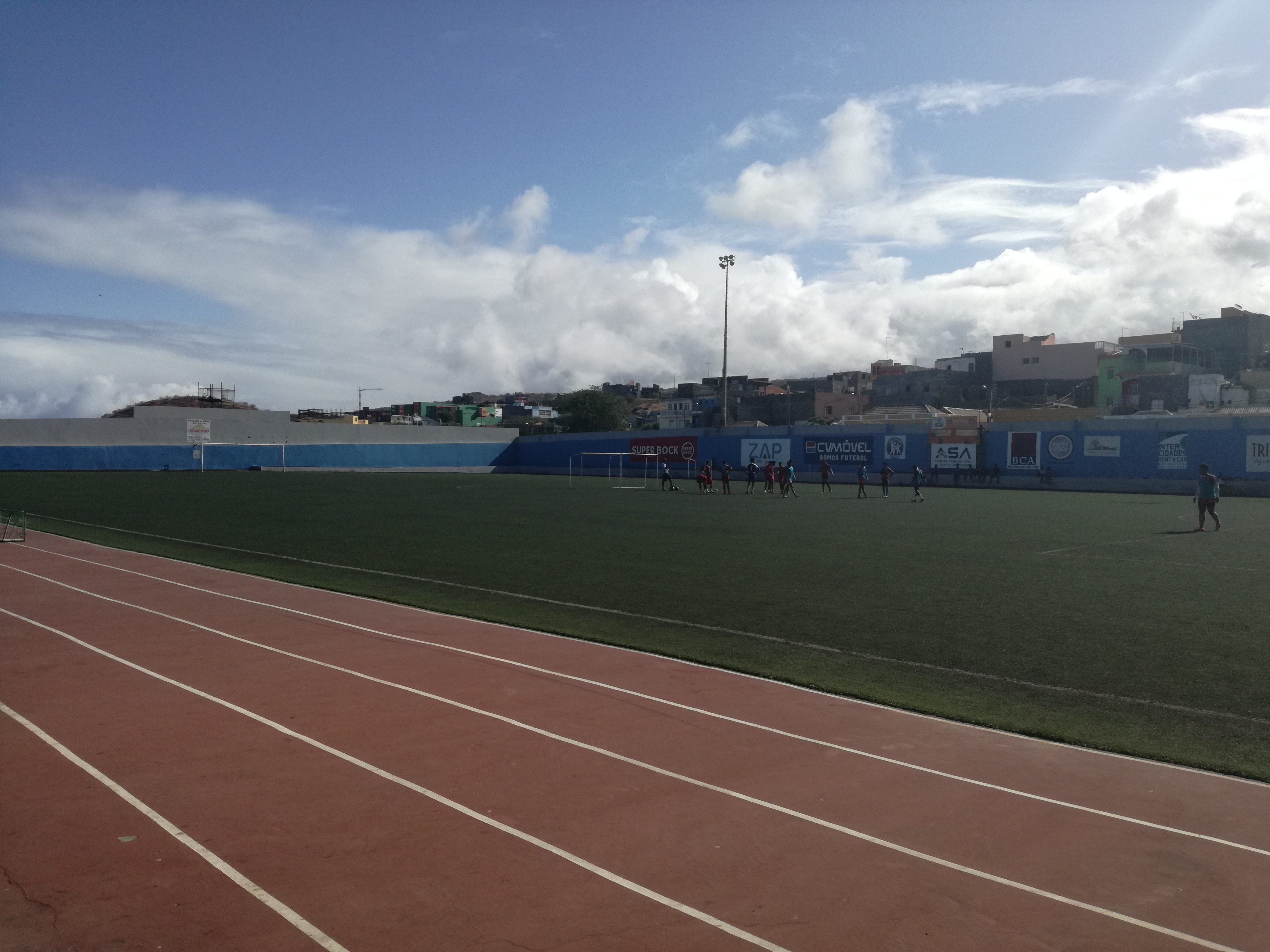
Estádio 5 de Julho, a casa do Spartak d'Aguadinha

O jogos do Spartak d'Aguadinha são realizados no Estádio 5 de Julho. Outros clubes também jogam no estádio, incluindo Académica do Fogo, Botafogo, Juventude, Vulcânicos e o novo clube Atlântico. Outros clubes do sul do município, pertencentes da freguesia de Nossa Senhora do Livramento também jogam no estádio.

## Títulos
- Liga Insular do Fogo: 1

2014-15 

## Resultados

### Nacionais

#### Campeonato Cabo-verdiano
| Temporada | Pos | Pts   | J | V | E | D | G.M. | G.S. | Diff. |
| 2015      | 9º  | 3 pts | 5 | 1 | 0 | 4 | 5    | 9    | -4    |

#### Taça Cabo-verdiana
| Temporada | Posição final | J | V | E | D |
| 2006-07   | 3º            | 3 | 2 | 1 | 0 |

### Regionais

#### Campeonato Regional do Fogo
| Temporada | Pos | Divisão | Pts    | J  | V  | E | D  | G.M. | G.S. | Diff. |
| 2002-03   | 8º  | 1ª      | 1 pts  | 7  | 0  | 1 | 6  | 7    | 17   | -10   |
| 2003-04   | 6º  | 1ª      | 19 pts | -  | -  | - | -  | -    | -    | -     |
| 2004-05   | 5º  | 1ª      | 17 pts | 16 | 4  | 5 | 7  | 23   | 26   | -3    |
| 2005-06   | 7º  | 1ª      | 20 pts | 18 | 6  | 2 | 10 | 38   | 40   | -2    |
| 2006-07   | 4º  | 1ª      | 22 pts | 17 | 5  | 7 | 5  | 27   | 20   | +7    |
| 2007-08   | 5º  | 1ª      | 33 pts | 18 | 11 | 0 | 7  | 43   | 28   | +15   |
| 2008-09   | 3º  | 1ª      | 32 pts | 16 | 10 | 2 | 4  | 33   | 16   | +17   |
| 2009-10   | 3º  | 1ª      | 33 pts | 16 | -  | - | -  | -    | -    | -     |
| 2010-11   | 2º  | 1ª      | 33 pts | 18 | 10 | 3 | 5  | 42   | 21   | +21   |
| 2011-12   | 6º  | 1ª      | 25 pts | 18 | 7  | 4 | 7  | 35   | 26   | +9    |
| 2012-13   | 7º  | 1ª      | 18 pts | 18 | 5  | 3 | 10 | 22   | 39   | -17   |
| 2013-14   | 5º  | 1ª      | 31 pts | 18 | 9  | 5 | 4  | 25   | 18   | +7    |
| 2014-15   | 1º  | 1ª      | 44 pts | 18 | 14 | 2 | 2  | 73   | 23   | +50   |
| 2015-16   | 3º  | 1ª      | 36 pts | 18 | 11 | 3 | 4  | 30   | 17   | +13   |
| 2016-17   | 8º  | 1ª      | 19 pts | 18 | 5  | 4 | 9  | 18   | 27   | -9    |
| 2017-18   | 5º  | 1ª      | 27 pts | 18 | 8  | 3 | 7  | 35   | 32   | +3    |
| 2018-19   | 8º  | 1ª      | 15 pts | 18 | 3  | 6 | 9  | 19   | 31   | -12   |
| 2019-20   | 6º  | 1ª      | 19 pts | 16 | 5  | 4 | 7  | 17   | 28   | -11   |
| 2020-21   | 8º  | 1ª      | 5 pts  | 8  | 1  | 2 | 5  | 8    | 18   | -10   |
| 2021-22   | 10º | 1ª      | 7 pts  | 18 | 1  | 4 | 13 | 10   | 33   | -23   |

#### Taça do Fogo
| Temporada | Posição final    | J | V | E | D |
| 2010-11   | Vice-Campeão     | 3 | 1 | 1 | 1 |
| 2011-12   | Semi finais      | 3 | 1 | 1 | 1 |
| 2012-13   | ?º               | 1 | 0 | 1 | 0 |
| 2015-16   | Semi finais      | 3 | 2 | 0 | 1 |
| 2016-17   | Quartas de final | 2 | 0 | 1 | 1 |
| 2017-18   | Semi finais      | 3 | 2 | 0 | 1 |
| 2018-19   | Quartas de final | 2 | 0 | 1 | 1 |
| 2019-20   | Finalistas       | 2 | 1 | 1 | 0 |

#### Torneio de Abertura
| Temporada | Posição final | J | V | E | D |
| 2003-04   | Semi finais   | 4 | 3 | 0 | 1 |
| 2005-06   | 4º Lugar      | 4 | 2 | 1 | 2 |
| 2006-07   | Finalistas    | 4 | 3 | 1 | 0 |

#### Taça Dia do Município de São Filipe
| Temporada | Posição final | J | V | E | D |
| 2011-12   | Semi finais   | 1 | 0 | 0 | 1 |
| 2014-15   | 3º            | 2 | 1 | 0 | 1 |